# Down (Band)
Down ist eine US-amerikanische Metal-Supergroup aus New Orleans, Louisiana.

## Bandgeschichte
Die Band gründete sich 1991 und veröffentlichte 1995 ihr Debütalbum NOLA, das mittlerweile zu einem Klassiker des Heavy-Metal-/Heavy-Rock-Genres geworden ist.
Im Jahre 2002 trafen sich die Bandmitglieder erneut und nahmen das zweite Album Down II: A Bustle in Your Hedgerow in den Bayous von New Orleans innerhalb von nur 26 Tagen auf. Nach eigenen Angaben wurde das Album spontan und „in einem Nebel aus Alkohol und Drogen“ eingespielt. Die Band ist stolz darauf, dass ihre Musik wie ein Live-Demo klingt und kritisiert, dass heutige Bands ihre Lieder so lange analysieren und ausfeilen, bis jegliche Energie verloren gegangen ist.
In dieser Zeit war sich Phil Anselmo sicher, dass Pantera keine Zukunft mehr haben würde; die offizielle Auflösung folgte ein Jahr später. Seit ihrer Gründung gab Down erstmals im Jahre 2006 zwei Konzerte in Deutschland, welche (ohne neue Songs vorzustellen) nach kurzer Zeit ausverkauft waren.
Das Album mit dem Titel Down III: Over the Under, das wie schon der Vorgänger von Warren Riker produziert wurde, erschien am 24. September 2007 bei ILG/Warner Music Group. Es fällt auch für Down-Verhältnisse durchaus hart aus. Beim Stück Pillamyd lassen sich Anleihen von Metallicas Creeping Death entdecken. Es folgte eine zweimonatige Tour durch Nordamerika. Weiter wurde in einer aktuellen Ausgabe des Magazins Metal Hammer bekannt gegeben, dass die Band eine Veröffentlichung plane, auf welcher sich ausschließlich ruhigere, akustische Stücke befinden würden.
Im Oktober/November des Jahres 2008 waren Down im Vorprogramm der USA-Tour von Metallica zu sehen. 2011 wurde bekannt, dass Bassist Rex Brown durch Patrick Bruders von Crowbar ersetzt wurde. Im September 2012 erschien die erste von vier geplanten Extended Plays, Down IV Part I. Im Sommer 2013 verließ Kirk Windstein die Band und wurde durch Bobby Landgraf ersetzt.

## Galerie

Down auf dem Hellfest 2013
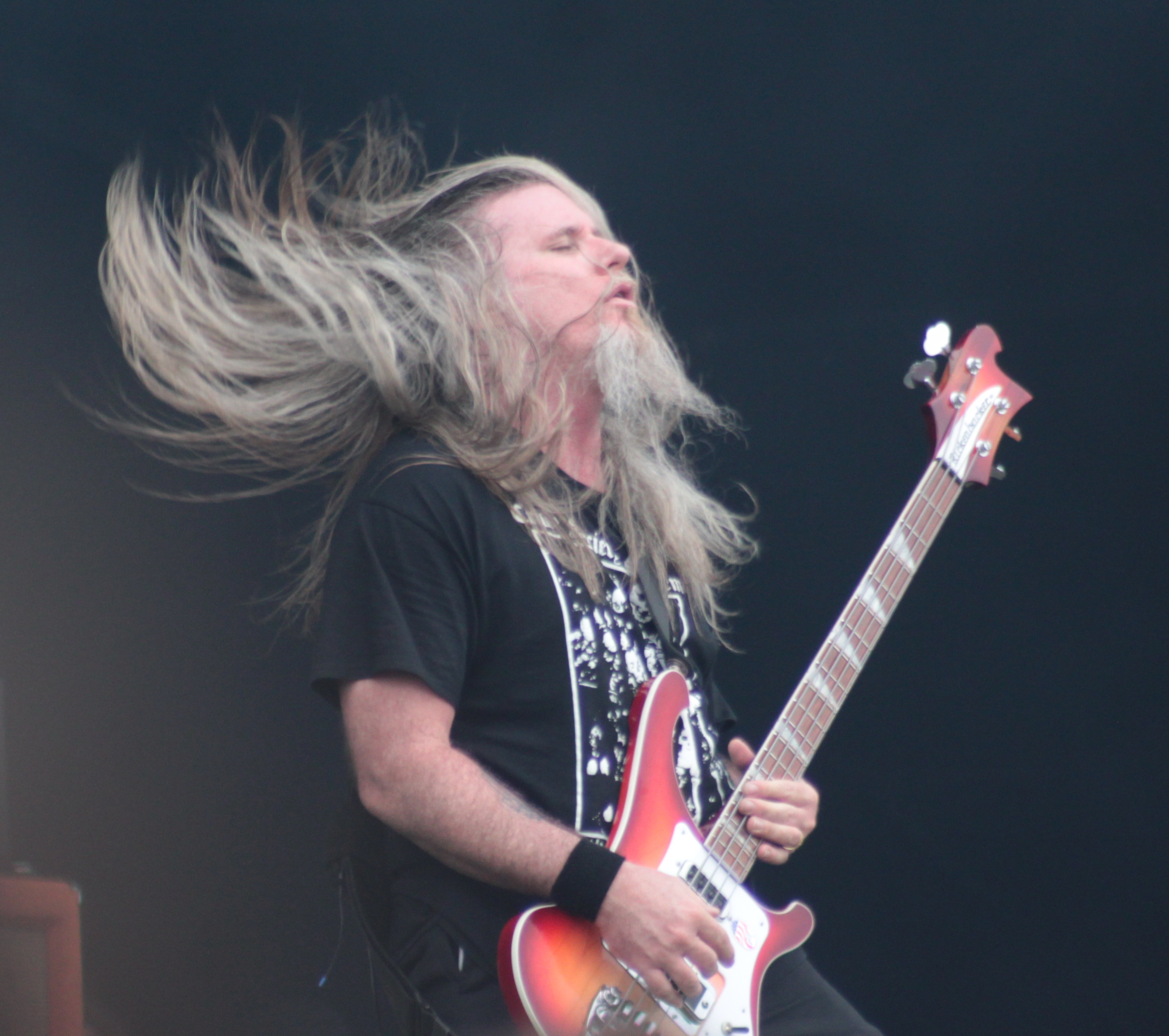
Pat Bruders
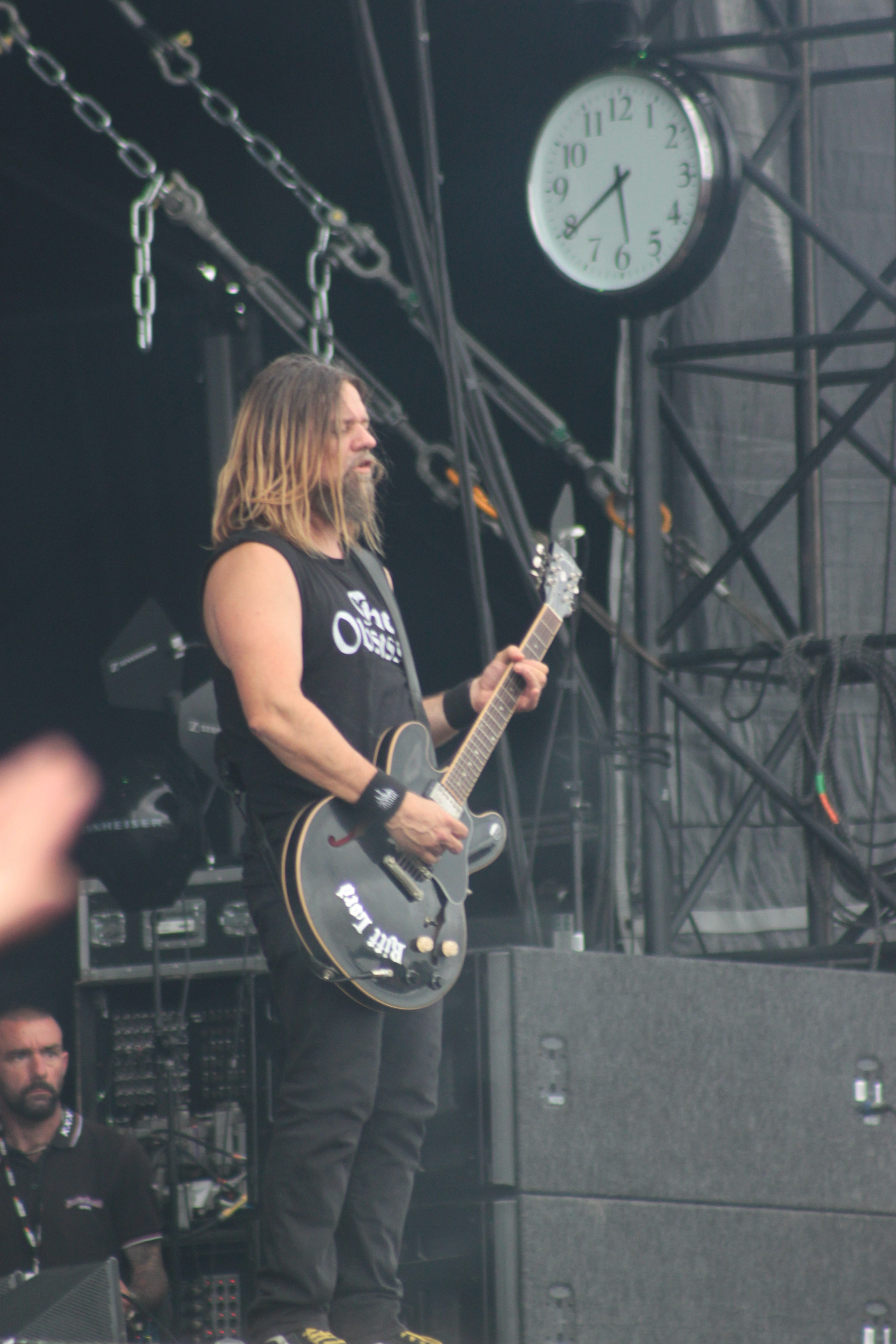
Pepper Keenan
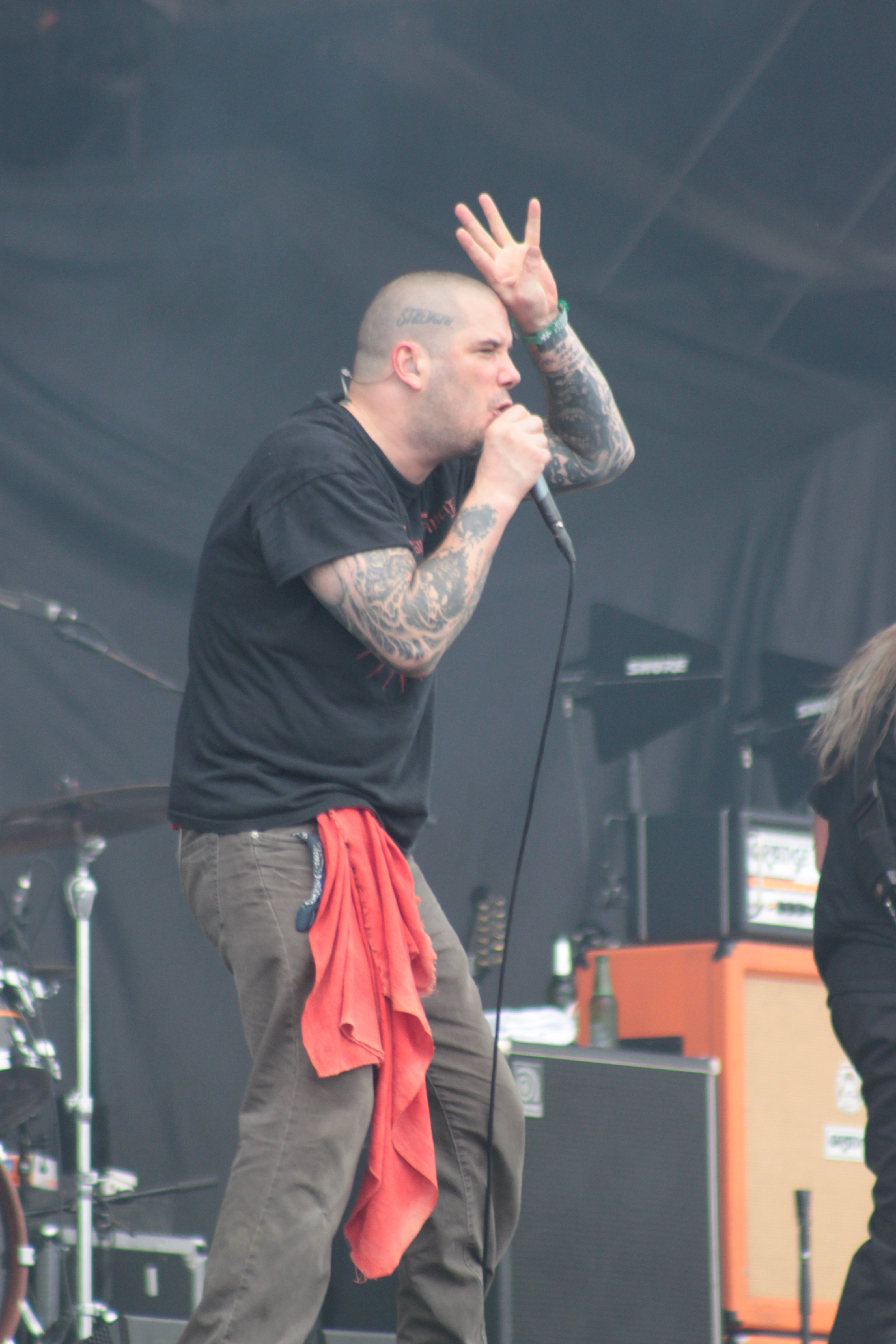
Phil Anselmo
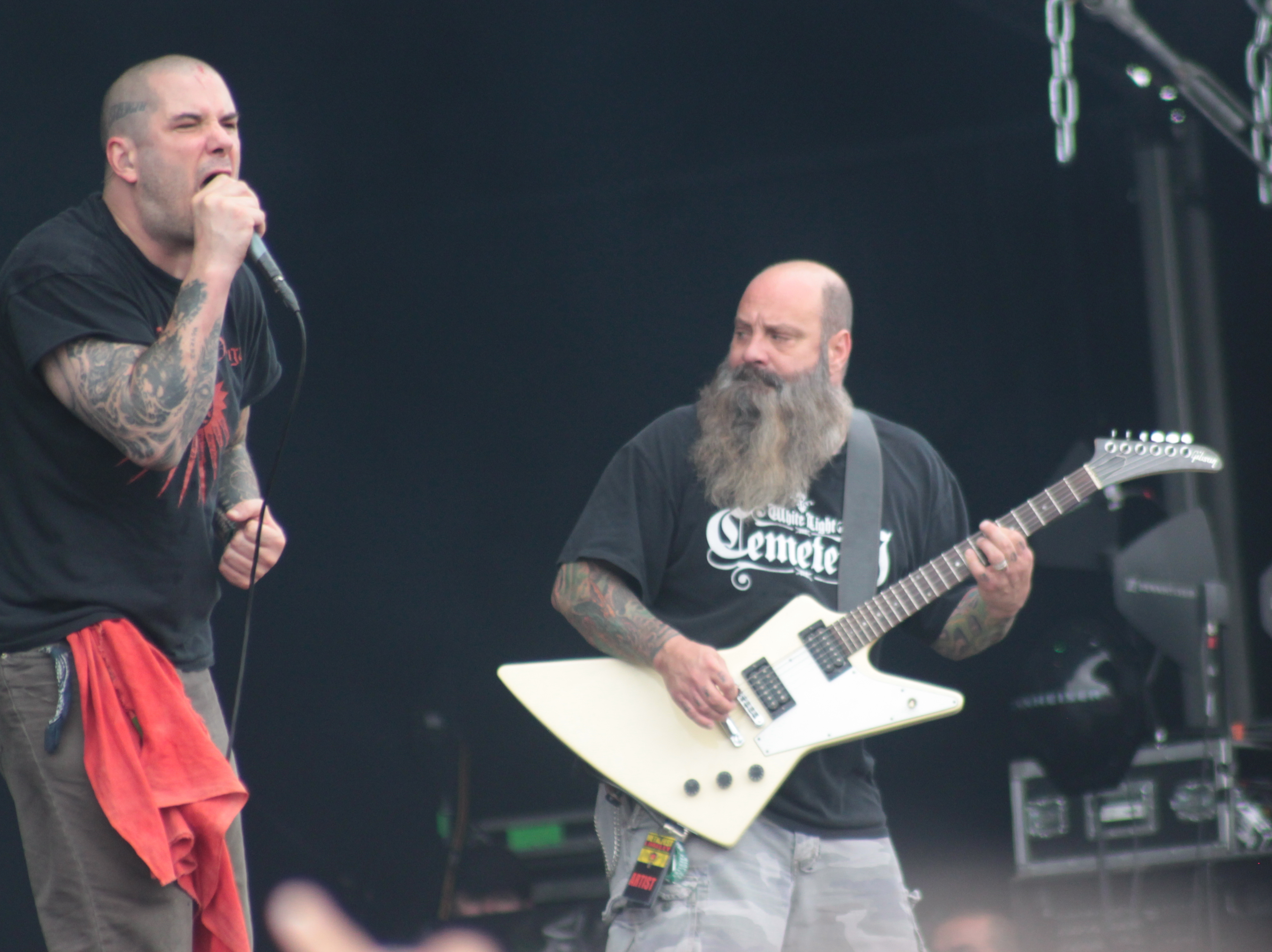
Phil Anselmo und Kirk Windstein

## Musikstil
Stilistisch orientieren sich die Musiker an Bands wie Black Sabbath oder Led Zeppelin, ihre stark Blues-beeinflussten Lieder werden oft auch als Southern Rock bezeichnet. Die ersten beiden Alben tendieren aber stärker zum Metal. Auffällig ist die Dynamik und Vielfalt in ihren Songs: Oft wechseln träge, düstere Momente mit heiteren wie z. B. in Stained Glass Cross. 

## Diskografie

### Alben
| Jahr | Titel Musiklabel                                                  | Höchstplatzierung, Gesamtwochen, AuszeichnungChartplatzierungen (Jahr, Titel, Musiklabel, Platzierungen, Wochen, Auszeichnungen, Anmerkungen) | Höchstplatzierung, Gesamtwochen, AuszeichnungChartplatzierungen (Jahr, Titel, Musiklabel, Platzierungen, Wochen, Auszeichnungen, Anmerkungen) | Höchstplatzierung, Gesamtwochen, AuszeichnungChartplatzierungen (Jahr, Titel, Musiklabel, Platzierungen, Wochen, Auszeichnungen, Anmerkungen) | Höchstplatzierung, Gesamtwochen, AuszeichnungChartplatzierungen (Jahr, Titel, Musiklabel, Platzierungen, Wochen, Auszeichnungen, Anmerkungen) | Höchstplatzierung, Gesamtwochen, AuszeichnungChartplatzierungen (Jahr, Titel, Musiklabel, Platzierungen, Wochen, Auszeichnungen, Anmerkungen) | Anmerkungen                                     |
| Jahr | Titel Musiklabel                                                  | DE | AT | CH | UK | US | Anmerkungen                                     |
| ---- | ----------------------------------------------------------------- | --- | --- | --- | --- | --- | ----------------------------------------------- |
| 1995 | NOLA EastWest                                                     | — | — | — | UK68 (1 Wo.)UK | US57 (6 Wo.)US | Erstveröffentlichung: 19. September 1995        |
| 2002 | Down II: A Bustle in Your Hedgerow Elektra Records                | DE67 (1 Wo.)DE | — | — | UK80 (1 Wo.)UK | US44 (6 Wo.)US | Erstveröffentlichung: 26. März 2002             |
| 2007 | Down III: Over the Under Roadrunner Records                       | DE65 (1 Wo.)DE | — | — | UK46 (1 Wo.)UK | US26 (4 Wo.)US | Erstveröffentlichung: 25. September 2007        |
| 2010 | Diary of a Mad Band - Europe in the Year of VI Roadrunner Records | DE93 (1 Wo.)DE | — | — | — | US90 (1 Wo.)US | Erstveröffentlichung: 5. Oktober 2010 Livealbum |

### EPs
| Jahr | Titel Musiklabel                   | Höchstplatzierung, Gesamtwochen, AuszeichnungChartplatzierungen (Jahr, Titel, Musiklabel, Platzierungen, Wochen, Auszeichnungen, Anmerkungen) | Höchstplatzierung, Gesamtwochen, AuszeichnungChartplatzierungen (Jahr, Titel, Musiklabel, Platzierungen, Wochen, Auszeichnungen, Anmerkungen) | Höchstplatzierung, Gesamtwochen, AuszeichnungChartplatzierungen (Jahr, Titel, Musiklabel, Platzierungen, Wochen, Auszeichnungen, Anmerkungen) | Höchstplatzierung, Gesamtwochen, AuszeichnungChartplatzierungen (Jahr, Titel, Musiklabel, Platzierungen, Wochen, Auszeichnungen, Anmerkungen) | Höchstplatzierung, Gesamtwochen, AuszeichnungChartplatzierungen (Jahr, Titel, Musiklabel, Platzierungen, Wochen, Auszeichnungen, Anmerkungen) | Anmerkungen                              |
| Jahr | Titel Musiklabel                   | DE | AT | CH | UK | US | Anmerkungen                              |
| ---- | ---------------------------------- | --- | --- | --- | --- | --- | ---------------------------------------- |
| 2012 | Down IV Part I Roadrunner Records  | DE86 (1 Wo.)DE | AT50 (1 Wo.)AT | CH85 (1 Wo.)CH | UK57 (1 Wo.)UK | US35 (2 Wo.)US | Erstveröffentlichung: 18. September 2012 |
| 2014 | Down IV Part II Roadrunner Records | DE88 (1 Wo.)DE | — | CH77 (1 Wo.)CH | UK50 (1 Wo.)UK | US23 (2 Wo.)US | Erstveröffentlichung: 13. Mai 2014       |

### Singles
- 1995: Stone the Crow
- 1995: Temptation’s Wings
- 1996: Bury Me in Smoke
- 2002: Beautifully Depressed
- 2002: Ghosts Along the Mississippi
- 2007: On March the Saints
- 2007: I Scream
- 2012: Witchtripper
- 2014: We Knew Him Well

### Musikvideos
- 1995: Stone the Crow
- 2002: Ghosts Along the Mississippi
- 2007: On March the Saints
- 2012: Witchtripper